# Wizard (grupo ecuatoriano)
Wizard es una banda de heavy metal formada en 1985 en Ibarra, capital de la provincia de Imbabura, Ecuador.

## Inicios
Hugo Beltrán, Humberto Rodríguez, Patricio Baca y Mauricio Lastra, compañeros del colegio San Francisco de Ibarra, conforman la primera alineación de Wizard, nombre inspirado en una canción de Black Sabbath. Tras la desaparición de la primera banda, Beltrán es invitado a participar en Sabotaje, otra agrupación del mismo colegio, encabezada por el guitarrista Javier Jirón, quien junto a Fernando Grijalba y Juan Carlos Romero, deciden retomar el nombre Wizard. Posteriormente, Hugo Beltrán y Fernando Grijalba abandonan el grupo, siendo reemplazados por Peter Rivera (hoy su nombre artístico es Peter Tafarí) y Gorki Criollo.

## Trayectoria
Juan Carlos Romero es reemplazado y Wizard debuta en la ciudad de Quito en 1991, haciendo de teloneros de las bandas colombianas Masacre e I.R.A. Tras presentarse en diversas ciudades del norte del Ecuador como San Gabriel, Otavalo y San Antonio de Ibarra, la banda edita su primera producción, Rot Society, en 1992. En 1995, la banda graba su segunda producción, El retorno de los brujos, misma que distribuyen de manera limitada.
En 1997, con Hugo Beltrán de regreso como vocalista y la incorporación oficial de Onaví Rodríguez como tecladista, Wizard realiza su tercera producción, Antología 87–97, donde reeditan los temas de sus primeros demotapes, grabándolos en la ciudad de Quito y difundiendo el nuevo material en distintas radios de su país.
En 1998, Wizard participa en el disco compilatorio La Zona del Metal, Vol. 1, con los temas inéditos "Alma inmortal" y "Sueños macabros", junto a las bandas ecuatorianas Blaze, CRY, Basca, Sparta, Falc, Juan Carlos Velasco y Animal Rock Vital.
En medio de varios cambios de alineación, ingresan James Sloan a la guitarra rítmica y Pablo Orejuela al bajo, Wizard debuta en 1999 en el festival Al Sur del Cielo e inicia el siglo XXI compartiendo escenario junto a la emblemática banda sueca Hammerfall el 26 de marzo de 2001 en Quito, acompañando también a los españoles Obús en Cuenca y años más tarde a Ángeles del Infierno en Ibarra.
En 2002 Wizard publica el disco Eterno Metal, lanzado por la productora local Subterra Records. 
En 2003, Hugo Beltrán, radiodifusor, vocalista y fundador de la agrupación, fallece en un accidente de tránsito. Tras una pausa de los escenarios, Santiago Parra reemplaza a Beltrán como cantante y la banda se presenta entre 2013 y 2015 en ciudades como Quito, Ibarra, Latacunga y Guayaquil.

## Regreso
Tras la pandemia por Covid-19, la agrupación se reunió nuevamente para una presentación en octubre de 2021 en la ciudad de Lago Agrio, esta vez con James Sloan, vocalista de larga trayectoria en la escena metal ecuatoriana.
En 2022 regresa Pablo Orejuela al bajo e ingresa Lenin Garzón a la guitarra rítmica, con varios conciertos en Ecuador, incluyendo un show con la banda española Saurom en el Coliseo de Deportes de la ciudad de Atuntaqui.
Posteriormente Pablo Orejuela y Lenin Garzón se retiran para dar prioridad a sus propios proyectos, dando paso a Miguel Cadena como nuevo bajista y apoyo vocal.

## Alineación
- Javier Jirón (guitarra)
- Bayron Granja (batería)
- James Sloan (voz y guitarra)
- Miguel Cadena (bajo)

## Discografía
- Rot society (demotape, 1992)
- El retorno de los brujos (demotape, 1995)
- Antología 87–97 (1997)
- Eterno Metal (EP, 2002)
- Wizard rot society (album, 2025)[9]